# Sicasal-Acral
A Sicasal-Acral é uma ex-equipa de ciclismo Portugal, criada sob a designação Torreense-Sicasal em 1986 e extinta em 1995. É a única equipa portuguesa a ter participado na Volta à Itália e era uma das equipas melhor preparadas da época, nas palavras de Joaquim Gomes "(…) A Sicasal era a única equipa em Portugal que me dava as melhores condições. Até hoje, nenhuma equipa teve o que aquela empresa nos proporcionou (...)"
"(…) Éramos bem pagos, tínhamos um centro de estágio como ainda hoje ninguém tem e sempre tivemos possibilidades de correr lá fora, em provas de nível internacional. Ao abandonar, perdi a oportunidade de fazer da Sicasal um grande projecto. Tinha todas as condições para ser uma grande equipa de ciclismo.(…)" 

## Historial
A equipa Sicasal nasceu em 1986 em Portugal . Durante seus primeiros dois anos, a equipa foi composta por um pequeno número de corredores e competia em Portugal. A Sicasal patrocinador principal (ligado à indústria de transformação de carne), tinha elaborado um plano ambicioso e pretendia participar no Tour de France no final da década de 1980. De acordo com o projecto, foi em 1988 foi recrutado o ciclista Eduardo Correia, que havia participado no Tour de France em 1984. No ano seguinte, a equipe recrutou a maior esperança do ciclismo português da época, Joaquim Andrade, que viria participar em 21 edições da Volta a Portugal.
A equipe participa da primeira Volta a Espanha em 1988 contando com jovens ciclistas inexperientes em grandes voltas já que apenas Correia e José Joaquim Poeira havia participado numa grande volta. O melhor corredor, António Pinto, terminou em 62º e Paulo Pinto conseguiu terminar em segundo lugar na 21ª etapa. As primeiras grandes voltas são decepcionantes para o patrocinador que decide recrutar para a temporada de 1990 vários ciclistas experientes e, pela primeira vez dois ciclistas estrangeiros a correr por equipas portuguesas: o brasileiro Cássio Freitas e angolano César Araújo, que se tornou o primeiro ciclista Africano Lusófono a se tornar profissional na Europa.
Em 1990 a equipe participa na Volta a Espanha, pelo terceiro ano consecutivo, com Cássio Freitas a terminar em segundo lugar na 17ª etapa, tornando-se no primeiro brasileiro a terminar uma grande volta. Já com um novo co-patrocinador, Acral, destaca-se na Volta ao Luxemburgo, terminando entre as melhores equipas. A contribuição do novo co-patrocinador permite alimentar novas ambições para 1991. Assim, pela primeira vez desde a sua criação, a equipa contrata um verdadeiro líder, o colombiano Edgar Corredor que era então um dos melhores trepadores do pelotão.
O ano de 1992 marcou outro ponto de viragem com o aumento da internacionalização, e a contratação de um ciclista polaco, Andrzej Dulas. A equipa viria a conquistar título de Campeão de Portugal por Manuel dos Santos que conquistava a seu segundo campeonato nacional. No final do ano, a equipa fundiu-se com a equipa Tensai.
Os anos seguintes, seriam parecidos com 1992, sem os resultados pretendidos na Volta a Espanha, com a saída de Edgar Corredor no final de 1992. No entanto, a equipa participa de seu último ano no Giro d'Itália. A equipa é extinta no final de 1995.

## Principais ciclistas[4]
| Nationalidade | Ciclista                        | Ano Chegada/Partida       |
| Colômbia      | Edgar Corredor                  | 1991 a 1992               |
| Portugal      | Eduardo Correia                 | 1988 e 1991               |
| Portugal      | Joaquim Adrego Andrade          | 1989 a 1992               |
| Portugal      | Paulo Pinto De Oliveira         | 1987 a 1993               |
| Portugal      | Fernando Manuel Mota Dos Santos | 1989 a 1992               |
| Portugal      | Manuel-Luis Abreu               | 1990 a 1991 e 1993 a 1995 |
| Portugal      | Carlos Pinho                    | 1991 a 1995               |
| Portugal      | José Joaquim Poeira             | 1987 a 1991               |
| Portugal      | Vítor Gamito                    | 1992 a 1995               |
| Portugal      | António Joaquim Pinto           | 1987 a 1994               |
| Portugal      | Carlos Manuel De Jesus Pereira  | 1992                      |
| Portugal      | Manuel Antonio Cunha            | 1987 e 1992 a 1993        |
| Cazaquistão   | Youri Sourkov                   | 1994                      |
| Angola        | Carlos César Araújo             | 1990 a 1992               |
| Brasil        | Cássio Freitas                  | 1990 a 1991               |
| Suécia        | Michael Andersson               | 1995                      |

## Palmarés

### Corridas por Etapas - Vitórias à Geral
- Volta a Portugal - 4: 1987 (Manuel Cunha), 1989 (Joaquim Gomes), 1991 (Jorge Manuel Silva)
- Volta ao Algarve - 3: 1987 (Manuel Cunha, 1991 (Joaquim Adrego Andrade) e 1994 (Vitor Gamito);
- Volta ao Alentejo - 2: 1991 (António Pinto) e 1993 (Jorge Silva (ciclista)!Jorge Silva);
- Troféu Joaquim Agostinho: 1993 (Joaquim Alberto Sampaio)
- Volta a Aragão: 1991 (Edgar Corredor)
- Rapport Toer: 1995 (Michael Andersson)

### Grandes Voltas
- Tour de France 
  - 0 participações

- Giro d'Itália
  - 1 participação (1995)

- Volta a Espanha : 
  - 8 participações (de 1988 a 1995)

## Campeonatos Nacionais
- Campeonato Nacional de Estrada - 2: 1992 e 1995